# (500311) 2012 RL3
(500311) 2012 RL3 es un asteroide perteneciente al cinturón de asteroides, descubierto el 12 de agosto de 2012 por el equipo del Spacewatch desde el Observatorio Nacional de Kitt Peak, Arizona, Estados Unidos.

## Designación y nombre
Designado provisionalmente como 2012 RL3.

## Características orbitales
2012 RL3 está situado a una distancia media del Sol de 3,035 ua, pudiendo alejarse hasta 3,744 ua y acercarse hasta 2,325 ua. Su excentricidad es 0,233 y la inclinación orbital 12,74 grados. Emplea 1931,29 días en completar una órbita alrededor del Sol.

## Características físicas
La magnitud absoluta de 2012 RL3 es 16.